# Tjuvheder
Tjuvheder is een Zweedse film uit 2015, geschreven en geregisseerd door Peter Grönlund. De film ging op 20 september  in première op het Internationaal filmfestival van San Sebastian. Hij werd zesmaal genomineerd voor de Guldbagge en won 5 prijzen.

## Verhaal
Wanneer Minna de huur niet meer kan betalen, bedriegt ze een paar jonge criminelen tijdens een drugsdeal en gaat er met het geld vandoor. Ze ontmoet Katja, een jonge moeder wier kind is afgenomen door de autoriteiten. Samen trekken ze naar een illegaal verblijf buiten de stad. Daar verblijft een groep mensen die besloten hebben hun eigen levensomstandigheden te bepalen. Een van de bedrogen misdadigers is echter op zoek naar Minna en dit heeft onverwachte gevolgen voor de inwoners.

## Rolverdeling
| Acteur              | Personage         |
| ------------------- | ----------------- |
| Malin Levanon       | Minna             |
| Lo Kauppi           | Katja             |
| Tomasz Neuman       | Boris             |
| Jan Mattson         | Christer Korsbäck |
| Niklas Björklund    | Benneth           |
| Kicki Ferdinandsson | Mette             |
| Kalled Mustonen     | Tonni             |

## Prijzen en nominaties
De belangrijkste:
| Jaar | Prijs     | Categorie                  | Genomineerde(n)  | Uitslag     |
| ---- | --------- | -------------------------- | ---------------- | ----------- |
| 2016 | Guldbagge | Beste regie                | Peter Grönlund   | Genomineerd |
| 2016 | Guldbagge | Beste vrouwelijke hoofdrol | Malin Levanon    | Gewonnen    |
| 2016 | Guldbagge | Beste scenario             | Peter Grönlund   | Gewonnen    |
| 2016 | Guldbagge | Beste montage              | Kristofer Nordin | Gewonnen    |
| 2016 | Guldbagge | Beste kostuums             | Mia Andresson    | Gewonnen    |
| 2016 | Guldbagge | Beste ontwerpdesign        | Kajsa Severin    | Gewonnen    |